# لاري جونسون (منتج أفلام)
لاري جونسون (بالإنجليزية: Larry Johnson)‏ هو  ومنتج أفلام أمريكي، ولد في 11 يونيو 1947 في Fort Benning ‏ في الولايات المتحدة، وتوفي في 21 يناير 2010 في ريدوود في الولايات المتحدة بسبب نوبة قلبية.

## وصلات خارجية
- لاري جونسون على موقع IMDb (الإنجليزية)
- لاري جونسون على موقع ألو سيني (الفرنسية)
- لاري جونسون على موقع أول موفي (الإنجليزية)
- لاري جونسون على موقع قاعدة بيانات الأفلام السويدية (السويدية)
- لاري جونسون على موقع قاعدة بيانات الفيلم (الإنجليزية)
- لاري جونسون على موقع كينوبويسك (الروسية)